# Vasaloppet 1972
Vasaloppet 1972 avgjordes den 5 mars 1972, och var den 49:a upplagan av Vasaloppet. Segrade gjorde Lars-Arne Bölling från IFK Mora.

## Loppet
Lars-Arne Bölling vann sitt andra Vasalopp på tiden 5:35:19 och OS-mästaren Vjatjeslav Vedenin från Sovjet var tvåa. 8 594 var anmälda.
Kranskullan var Marianne Karlsson, dotter till "Mora-Nisse".

## Resultat
| Plac | Namn               | Klubb/Land   | Tid     |
| ---- | ------------------ | ------------ | ------- |
| 1    | Lars-Arne Bölling  | Ifk Mora     | 5:35:19 |
| 2    | Vjatjeslav Vedenin | Sovjet       | 5:40:03 |
| 3    | Pauli Siitonen     | Finland      | 5:41:56 |
| 4    | Lennart Pettersson | Norbergs Aif | 5:42:19 |
| 5    | Sören Linder       | Norbergs Aif | 5:42:52 |
| 6    | Arne Lilja         | Norbergs Aif | 5:44:13 |
| 7    | Åke Wingskog       | Årjängs If   | 5:44:17 |
| 8    | Ivan Garanin       | Sovjet       | 5:45:05 |
| 9    | Inge Mörk          | Älvdalens If | 5:45:06 |
| 10   | Bengt Karlsson     | Flemminge Sk | 5:47:56 |